# Bruno Carmeni
Bruno Giuseppe Carmeni (ur. 29 grudnia 1940 w Bejrucie) – włoski judoka. Olimpijczyk z Tokio 1964, gdzie zajął dziewiętnaste miejsce w wadze lekkiej.
Brązowy medalista mistrzostw Europy w 1963 roku.

## Letnie Igrzyska Olimpijskie 1964
| Konkurencja | Eliminacje           | Eliminacje                | Klas. końcowa |
| Konkurencja | Przeciwnik I         | Przeciwnik II             | Miejsce       |
| ----------- | -------------------- | ------------------------- | ------------- |
| 68 kg       | Chang Won-ku (TPE) P | Gaston Lesturgeon (FRA) P | 19.           |